# ناتانئیل ودربرن
ناتانئیل ودربرن (انگلیسی: Nathaniel Wedderburn؛ زادهٔ ۳۰ ژوئن ۱۹۹۱) یک بازیکن فوتبال است.